# Société historique et archéologique du Giennois
Pour les articles homonymes, voir SHAG.
La Société historique et archéologique du Giennois (SHAG) est une société savante française spécialisée dans l'histoire du territoire de la région naturelle du Giennois située dans l'ancienne province de l'Orléanais et l'actuel département du Loiret en région Centre-Val de Loire.

## Géographie
Le siège de la société est situé rue de l'ancien hôtel-Dieu, dans le centre-ville de Gien, le département du Loiret en région Centre-Val de Loire.

## Histoire
La société archéologique et historique du Giennois est créée en 1923.
Elle est reconnue d'utilité publique.

## Éditions
La société édite le bulletin de la société archéologique et historique du Giennois, un journal trimestriel dans lequel elle publie ses travaux.